# United Women’s Orchestra
Das United Women’s Orchestra war eine Big Band von professionellen Musikerinnen aus Deutschland, den Niederlanden und Großbritannien, die dem Modern und dem Creative Jazz verpflichtet war.

## Geschichte
Das Ensemble entstand anlässlich eines Jazz-Workshops für Frauen 1992. Zu den Gründungsmitgliedern gehörten Christina Fuchs, Meike Goosmann und Hazel Leach, daneben weitere professionelle und zunächst auch einige Amateurmusikerinnen. Das Orchesterprojekt konnte sich zu einer der wenigen europäischen Großformationen entwickeln, die inhaltlich konsequent den Weg der Aufführung zeitgenössischer Jazzkompositionen für eine Bigband verfolgte und dabei ein Repertoire originärer Musik pflegte: Es wurden ausschließlich Eigenkompositionen der beiden Leiterinnen Christina Fuchs und Hazel Leach gespielt. Motiv der Leiterinnen und Dirigentinnen für das Projekt war es, über eine Formation zu verfügen, die ihre Werke aufführte: „Der unverwechselbare Ensembleklang des United Women’s Orchestra“ zeichnet sich Franz Zipperer zufolge „durch fantasievollen Umgang mit Rhythmen, hinreißende solistische Ausflüge und eine ureigene vitale, erzählerische Ausdruckskraft“  aus.
Premiere hatte das Orchester auf dem European Women in Music Congress 1994 in Remscheid. Die Band spielte auf renommierten Festivals wie den Leverkusener Jazztagen, dem Moers Festival oder dem „World Music Meeting“ in Nijmegen und nahm insgesamt drei Alben auf. Im Januar 2009 fand eine Abschiedstournee statt; ein letzter Auftritt folgte im Oktober 2009 bei der Feier zum zwanzigsten Geburtstag des Frauenreferats der Stadt Frankfurt am Main.

## Diskographie
- United Women’s Orchestra (KlangRäume 1996)
- The Blue One (JazzHausMusik 1999)
- Virgo Supercluster featuring Ingrid Jensen (JazzHausMusik 2002)